# Маунд-Веллі (Канзас)
Маунд-Веллі (англ. Mound Valley) — місто (англ. city) в США, в окрузі Лабетт штату Канзас. Населення — 348 осіб (2020).

## Географія
Маунд-Веллі розташований за координатами 37°12′26″ пн. ш. 95°24′17″ зх. д. / 37.20722° пн. ш. 95.40472° зх. д. (37.207147, -95.404736).  За даними Бюро перепису населення США в 2010 році місто мало площу 1,69 км², уся площа — суходіл.

## Демографія
Згідно з переписом 2010 року, у місті мешкало 407 осіб у 170 домогосподарствах у складі 105 родин. Густота населення становила 240 осіб/км².  Було 202 помешкання (119/км²).
Расовий склад населення:
| - 92,9 % — білих - 2,2 % — корінних американців |

До двох чи більше рас належало 4,2 %. Частка іспаномовних становила 2,2 % від усіх жителів.
За віковим діапазоном населення розподілялося таким чином: 25,1 % — особи молодші 18 років, 57,2 % — особи у віці 18—64 років, 17,7 % — особи у віці 65 років та старші. Медіана віку мешканця становила 40,8 року. На 100 осіб жіночої статі у місті припадало 99,5 чоловіків;  на 100 жінок у віці від 18 років та старших — 90,6 чоловіків також старших 18 років.
Середній дохід на одне домашнє господарство  становив 48 709 доларів США (медіана — 35 750), а середній дохід на одну сім'ю — 60 739 доларів (медіана — 56 250). Медіана доходів становила 34 667 доларів для чоловіків та 37 639 доларів для жінок. За межею бідності перебувало 15,5 % осіб, у тому числі 10,6 % дітей у віці до 18 років та 12,3 % осіб у віці 65 років та старших.
Цивільне працевлаштоване населення становило 187 осіб. Основні галузі зайнятості: освіта, охорона здоров'я та соціальна допомога — 27,3 %, виробництво — 20,9 %, роздрібна торгівля — 17,1 %.